# Vesaignes-sous-Lafauche
Vesaignes-sous-Lafauche és un municipi francès situat al departament de l'Alt Marne i a la regió del Gran Est. L'any 2007 tenia 130 habitants.

## Demografia

### Població
El 2007 la població de fet de Vesaignes-sous-Lafauche era de 130 persones. Hi havia 44 famílies de les quals 12 eren unipersonals (12 dones vivint soles i 12 dones vivint soles), 12 parelles sense fills i 20 parelles amb fills.
La població ha evolucionat segons el següent gràfic:
Habitants censats

### Habitatges
El 2007 hi havia 70 habitatges, 51 eren l'habitatge principal de la família, 11 eren segones residències i 8 estaven desocupats. 68 eren cases i 2 eren apartaments. Dels 51 habitatges principals, 45 estaven ocupats pels seus propietaris, 3 estaven llogats i ocupats pels llogaters i 3 estaven cedits a títol gratuït; 3 tenien tres cambres, 15 en tenien quatre i 33 en tenien cinc o més. 42 habitatges disposaven pel capbaix d'una plaça de pàrquing. A 20 habitatges hi havia un automòbil i a 26 n'hi havia dos o més.

### Piràmide de població
La piràmide de població per edats i sexe el 2009 era:
| Homes | Edats   | Dones |
| ----- | ------- | ----- |
| 0     | 95 o +  | 0     |
| 0     | 90 a 94 | 4     |
| 0     | 85 a 89 | 4     |
| 4     | 80 a 84 | 0     |
| 0     | 75 a 79 | 0     |
| 4     | 70 a 74 | 4     |
| 12    | 65 a 69 | 4     |
| 0     | 60 a 64 | 0     |
| 4     | 55 a 59 | 4     |
| 4     | 50 a 54 | 4     |
| 4     | 45 a 49 | 0     |
| 4     | 40 a 44 | 12    |
| 4     | 35 a 39 | 8     |
| 8     | 30 a 34 | 4     |
| 4     | 25 a 29 | 4     |
| 0     | 20 a 24 | 0     |
| 8     | 15 a 19 | 0     |
| 12    | 10 a 14 | 4     |
| 16    | 5 a 9   | 8     |
| 4     | 0 a 4   | 0     |

## Economia
El 2007 la població en edat de treballar era de 82 persones, 63 eren actives i 19 eren inactives. De les 63 persones actives 60 estaven ocupades (36 homes i 24 dones) i 3 estaven aturades (3 homes). De les 19 persones inactives 7 estaven jubilades, 6 estaven estudiant i 6 estaven classificades com a «altres inactius».

### Ingressos
El 2009 a Vesaignes-sous-Lafauche hi havia 52 unitats fiscals que integraven 134 persones, la mediana anual d'ingressos fiscals per persona era de 16.546,5 €.

### Activitats econòmiques
Dels 5 establiments que hi havia el 2007, 1 era d'una empresa extractiva, 1 d'una empresa de fabricació d'altres productes industrials, 1 d'una empresa de construcció, 1 d'una empresa de comerç i reparació d'automòbils i 1 d'una entitat de l'administració pública.
L'any 2000 a Vesaignes-sous-Lafauche hi havia 5 explotacions agrícoles que ocupaven un total de 645 hectàrees.

## Poblacions més properes
El següent diagrama mostra les poblacions més properes.